# DVB-RCT
DVB-RCT ( Digital Video Broadcasting – Return Channel Terrestrial, en inglés) es un sistema estandarizado y publicado por el ETSI en el año 2002 (EN 301 958v1.1.1 (2002-03)) que permite, mediante una trasmisión sin hilos , la interactividad de los usuarios por un canal de retorno con la Televisión digital terrestre (TDT), del estándar DVB-T.

## Características
Este estándar permite un canal para interactuar sin hilos aunque las bandas del UHF y VHF estén congestionadas. Es el primer sistema basado en el sistema OFDM con acceso múltiple que proporciona una canal sin hilos para interactividad. Permite tener grandes celdas o pequeñas dependiendo de los bits de capacidad que se proporciona al usuario y puede soportar picos elevados de información. Proporciona interactividad a cualquier dispositivo que pueda recibir señal TDT. Utiliza eficientemente el espectro y tiene un coste bajo.

### Codificación Turbo y concatenada
El sistema de codificación es bastante flexible. El estándar permite escoger entre la concatenada (Reed Solomon y convolucional) y la Turbo. El hecho de utilizar la Turbo hace que el sistema sea robusto y permite una reducción de hasta 2 dB entre la relación de la portadora y el ruido dado un BER (Bit Error Rate). Esta última, implica un coste computacional mayor que la concatenada, dado que es más compleja e innovadora.

### Segmentación de la banda

#### Partición del canal
Los canales de transmisión de DVB-RCT pueden ser de anchos de banda de 1, 3, 4, u 8 MHz en función de las necesidades o del espectro disponible que tengamos. Además, éste uso varía en función de los parámetros que se definen en los siguientes puntos. En este caso, el canal se reparte tanto en tiempo como en frecuencia y eso es lo que da más versatilidad al sistema.

#### Transmisión de las tramas
Hay dos tipos de tramas:
- TF1: donde se envía un primer símbolo nulo, 6 símbolos de alineación y 176 de datos.
- TF2: donde se envían 8 grupos de 6 símbolos cada uno.

Habitualmente solo se envían TF1 para hacer comprobaciones periódicas y evitar jamming.

### Configuración de las portadoras
Las portadoras pueden tener diferentes estructuras. Estas configuraciones diferentes dependen del espaciado de las portadoras y de la estructura de ráfagas que tienen.

#### Espaciado de portadoras
El espaciado de las portadoras se refiere a la velocidad que estas pueden tener y por eso la duración de los símbolos que se transmiten. Pueden ir desde 1000 ms de duración (CS1) hasta 250 ms (CS3).

#### Estructura de ráfaga
Aquí se determina el número de portadoras y combinado con el espaciado de la portadora se afina la velocidad total de la comunicación adaptando el sistema a las características del tamaño de la celda y de la densidad de usuarios.
- En el BS1, toda la potencia (RF) se aplica a una sola portadora.
- En el BS2, la potencia se reparte entre las cuatro portadoras.
- En el BS3, la potencia se reparte entre las 29 portadoras.

Independientemente de la difusión de los datos de los usuarios, hay un número fijo de bytes a transmitir en cada slot de tiempo. Por eso, la transmisión del BS1 es 29 veces más larga que el BS3 y cuatro más que en el BS2. 

#### Entrelazado de las portadoras
Utiliza un canal de radiofrecuencia y lo organiza de forma que varios usuarios puedan acceder, usando TDMA y OFDM. De forma parecida al estándar DVB-T, se divide el canal de radiofrecuencia en ranuras de tiempo y frecuencia. Se tendrá una tasa de bits diferente en función de la modulación y la tasa de protección de la codificación (½ y ¾ ). Las pequeñas variaciones que puedan haber son debidas a los posibles intervalos de guarda aplicados a cada símbolo (1/4, 1/8, 1/16, 1/32 de la duración útil del símbolo). Estas tasas de bits en la estación base pueden variar entre 1 y 30 Mbps por el canal de DVB-RCT.

### Asignación dinámica de la modulación adaptativa
La asignación dinámica de la modulación adaptativa ( Dynamically Assignable Adaptive Modulation, DAAM) permite que pueda soportar en una misma celda y a la vez, diferentes tipos de modulación (4, 16 y 64 QAM). Gracias a eso, el emisor (service provider) puede controlar el nivel de interferencia co-canal de las celdas vecinas y al mismo tiempo dar el máximo uso al espectro, proporcionando el correspondiente máximo bit-rate a cada uno de los usuarios.
Así, variando la modulación da una robusteza mayor a los usuarios cercanos al límite de la celda (4QAM ½ rate) permitiendo que emitan con menor potencia hacia la estación base. En cambio, los usuarios situados en la zona del centro, se les asigna una modulación menos robusta (64 QAM ¾ rate) con la condición de emitir con más potencia hacia la estación base, además pueden enviar más datos ya que al estar lejos de las otras celdas hay menos interferencia co-canal.
Para resumir podemos decir que los terminales interactivos tienen un sistema similar a los terminales móviles para garantizar la emisión con la menor potencia	posible. Así se puede reducir las posibles interferencias y aumentar la eficiencia del espectro.

### Tabla resumen de las características
|                           | Características principales   |
| Retorno de la interacción | Multiple Acces OFDM (MA-OFDM) |
| Tipos de OFDM             | 1k (1024) y 2k (2048)         |
| Espaciado de portadoras   | ~1kHz, ~2kHz, ~4kHz           |
| Intervalo de guarda       | 1/8, 1/16, 1/32               |
| Transmisión de las tramas | TF1, TF2                      |
| Modulación                | QPSK, 16QAM, 64QAM            |
| Codificación de canal     | Turbo, Concatenada            |
| Estructuras de ráfaga     | BS1, BS2, BS3                 |
| Radio máximo de celda     | 65 km                         |

## Costes y prestaciones del sistema DVB-RCT
Básicamente, los costes del DVB-RCT constan del precio de los equipos del usuario y los de la estación base. También se ha de tener en cuenta el enlace de retorno desde la estación base hasta el proveedor de servicios (ISP) en el caso de que no haya ningún enlace ya instalado.
Con una sola unidad de recepción instalada a la estación base, esta puede tramitar hasta 20000 interacciones por segundo. Por ejemplo, en el modo 2k, se pueden gestionar hasta 59 interacciones de diferentes usuarios con una tasa de 600 por segundo.
Todas estas características hacen que el sistema DVB-RCT tenga un coste muy bajo (desplegarlo cuesta una pequeña parte de lo que cuesta desplegar redes XDSL, GSM o UMTS) y lo que es más importante, que en casa del usuario no se tenga que instalar ninguna antena ni transmisor que requiera llamar a un técnico para poder garantizar la interacción.

## Otros links de interés
- PDF con la explicación detallada del estándar (en inglés)
- Anexo del artículo anterior Archivado el 12 de noviembre de 2006 en Wayback Machine. (en inglés)
- PDF con la explicación del estándar por parte de la organización DVB (en inglés)
- Análisis del rendimiento y test del sistema DVB-RCT (en inglés)

- Datos: Q5206343